# Шаим
Шаим — село в России, в Кондинском районе Ханты-Мансийского автономного округа — Югры. Входит в сельское поселение Мулымья.
Основано в 1890 году. Расположено на правом берегу реки (протоки) Ах, впадающей в реку Конда.
Почтовый индекс — 628233, код ОКАТО — 71116924005.

## Население
| 2010 |
| ---- |
| 49   |

По данным 1926 года в селе жил 81 человек.
Население на 2010 год составляло 49 человек.

## Климат
Климат резко континентальный, зима суровая, с сильными ветрами и метелями, продолжающаяся пять−шесть месяцев. Лето относительно тёплое, но быстротечное.
| Показатель              | Янв.  | Фев.  | Март | Апр. | Май | Июнь | Июль | Авг. | Сен. | Окт. | Нояб. | Дек. | Год |
| ----------------------- | ----- | ----- | ---- | ---- | --- | ---- | ---- | ---- | ---- | ---- | ----- | ---- | --- |
| Средняя температура, °C | −18,1 | −15,6 | −6,7 | 0,2  | 7,4 | 16,2 | 18,6 | 15,0 | 8,2  | 0,7  | −8,3  | −15  | 0,3 |
| Источник: World Climate |       |       |      |      |     |      |      |      |      |      |       |      |     |